# Cool Boarders 2
Cool Boarders 2 est un jeu vidéo de snowboard développé par UEP Systems pour la console PlayStation. Le jeu s'appuie sur les caractéristiques de son prédécesseur avec l'ajout de compétitions de "tricks" et de concurrents contrôlés par ordinateur. Le but du jeu est encore une fois de compléter les courses le plus rapidement possible (aidé cette fois par divers raccourcis à travers les pistes), de réaliser les tricks qui rapportent le plus de points, et d'accumuler d'énormes scores totaux.

## Système de jeu
Par rapport au premier opus, le titre propose plus d'objets à débloquer, avec la possibilité de personnaliser les graphismes des snowboards.
Le jeu propose 8 snowboarders dont 4 jouables en mode compétition, 18 snowboards et 10 pistes sur lesquelles concourir.

## Accueil
- Famitsu : 31/40[1]